# Les Yeux du timonier
Les Yeux du timonier (De Ogen van de Roerganger) est le quinzième tome de la série de bande dessinée néerlandaise Franka créé par l'auteur Henk Kuijpers pour l'hebdomadaire néerlandais Sjors en Sjimmie Stripblad no 14 en 1997 avant de l'éditer en album cartonné par l'éditeur Big Balloon dans la même année. Il s'agit de la suite de l'album précédent, Le Vaisseau d'or portugais (1996).
En France, il est publié en album cartonné par BD Must en janvier 2010, en tirage limité à 750 exemplaires accompagné d'un ex-libris numéroté et signé par l'auteur.

## Descriptions

### Personnages
- Franka
- Rix, voleur professionnel se faisant appeler Monsieur White, un athlétique play-boy dont Franka tombe amoureuse.
- Su Win alias Madame Wings, pilote sans frontières birmano-chinoise, trafiquante professionnelle.
- Maï Maï, vieille connaissance de Franka dans les épisodes Les Dents du dragon, se présente ici propriétaire du paquebot Kublaï Khan.
- Erika Bentinckx, chef de la sécurité des grands musées, confie à Franka de rechercher Risque One autrement dit Rix.
- César
- Lesley Moore, barmaid de Waterville, prête son apparence à Franka pour que celle-ci puisse monter à bord du Kublaï Khan.

### Lieux
- Lisbonne, Portugal
- Sarawak, Malaisie

## Album
Aux Pays-Bas
- 15 De Ogen van de Roerganger, Big Balloon, 1997
Scénario et dessin : Henk Kuijpers - Couleurs : Hanneke Bons - (ISBN 90-5425-430-0)

En France
- 8 Les Yeux du timonier, BD Must, 2010
Scénario et dessin : Henk Kuijpers - (ISBN 978-2-87535-001-5)